# Carlos Dunlap
Pour les articles homonymes, voir Dunlap.
(en) Statistiques sur pro-football-reference
Carlos Dunlap (né le 28 février 1989 à North Charleston en Caroline du Sud) est un joueur américain de football américain évoluant à la position de defensive end. Il joue actuellement avec les Chiefs de Kansas City.

## Biographie

### Jeunesse
Dunlap fait ses études à la Fort Dorchester High School de sa ville natale, jouant avec l'équipe de son lycée, les Patriots de Fort Dorchester. Lors de sa dernière année, il fait 105 plaquages et 24 sacks.

### Carrière universitaire
Il entre à l'Université de Floride à Gainesville, jouant pour l'équipe des Gators entrainé par Urban Meyer durant trois saisons. En 2007, il joue 13 matchs, fait 7 plaquages et un sack. Lors de la saison 2008, il est titulaire aux 14 matchs de la saison, effectuant 36 plaquages, 9,5 sacks et 3 punts bloqués. Il est élu meilleur joueur de la défense pour les Gators lors du match pour le championnat national BCS, glané face aux Sooners de l'Oklahoma. Il manque le match de championnat pour la conférence SEC à cause d'une suspension due à son arrestation pour conduite en état d'ivresse. En 2009, il fait 34 plaquages et 9 sacks, et est nommé dans l'équipe de la saison pour la conférence.
Il décide de ne pas jouer sa dernière saison au niveau universitaire et inscrit son nom sur la liste des joueurs pour la draft 2010 de la NFL.

### Carrière professionnelle
Carlos Dunlap est sélectionné au deuxième tour de la draft 2010 de la NFL par les Bengals de Cincinnati au 54e rang. Pour sa première saison professionnelle, Carlos entre au cours de 12 matchs et en manque quatre à cause d'une blessure. Il affiche la statistique étonnante de 9,5 sacks, battant le record de sacks des Bengals pour un débutant.
En juillet 2013, il prolonge son contrat avec les Bengals pour 5 ans pour un montant de 40 millions de dollars. Il réussit en 2015 sa meilleure saison en termes de sacks avec 13,5 réalisations et reçoit une première sélection au Pro Bowl. L'année suivante, en plus de réaliser 8 sacks et forcer 3 fumbles à ses adversaires, il s'implique beaucoup en couverture contre la passe avec 15 passes déviées et il est sélectionné au Pro Bowl pour la deuxième année consécutive.
Il reste les Bengals en août 2018 lorsqu'il signe un nouveau contrat pour 3 ans et 45 millions de dollars.
Il est échangé le 28 octobre 2020 aux Seahawks de Seattle contre le centre B. J. Finney et une sélection de septième tour pour la draft de 2021. Cet échange survient après qu'il a mis sa maison à Cincinnati à vendre sur Twitter quelques jours plus tôt, signe qu'il veut partir de l'équipe.